# Giorgio Pantano
Giorgio Pantano (Padua, 4 februari 1979) is een Italiaans autocoureur. Hij maakte zijn Formule 1-debuut in 2004 bij Jordan en nam deel aan 15 Grands Prix waarvan hij er 14 mocht starten. Hij scoorde geen punten.
Hij startte op negenjarige leeftijd in de karting. In 1999 ging hij in de winter series van de Palmer Audi-klasse rijden en testte voor het Formule 3000-team Astromega alvorens voor het KMS Team in de Formule 3 te gaan rijden. Hij won hierin zijn eerste race en ook onmiddellijk de titel.
In 2000 deed hij zijn eerste test voor een Formule 1-team: Benetton. Hij ging in 2001 echter in de Formule 3000 rijden en won een race op Monza. Hetzelfde jaar nog testte hij voor McLaren. In 2002 testte hij ook nog voor Williams en Minardi, maar kreeg geen zitje. In plaats daarvan ging hij in 2003 nog een jaar in de Formule 3000 rijden waarin hij een derde plaats in het kampioenschap behaalde. Hij had bijna in de Champ Car gereden maar het team, BC Motorsports, waarvoor hij had getekend bleek niet echt te bestaan.
Hij ging in 2004 voor Jordan rijden in de Formule 1 maar na een onsuccesvol seizoen werd hij al opzij geschoven. Hij ging hierna in de GP2 Series rijden, waarin hij weggereden werd door zijn teamgenoot Adam Carroll. Hij reed ook in de Indy Racing League voor Chip Ganassi Racing in twee races in 2005. Het team slankte echter af van drie wagens naar twee en Pantano kon geen zitje meer veroveren in de Verenigde Staten.
Hierop tekende hij voor het GP2-team van Giancarlo Fisichella, FMS. Hij behaalde drie overwinningen in 2006. In 2007 zal hij voor ex-Formule 1-rijder Adrián Campos' team rijden. Hij won 2 races.
Op 13 september 2008 in Monza, behaalde de Italiaan de GP2 titel.